# Adamantium
Adamantium o adamantio es una aleación de metal ficticia que aparece en los cómics estadounidenses publicados por Marvel Comics. Es más conocida como la sustancia que va unida al esqueleto y las garras de Wolverine. 

## Primera mención en Marvel Comics
El Adamantium fue creado por el escritor Roy Thomas y los artistas Barry Windsor-Smith y Syd Shores en Marvel Comics Avengers #66 lanzado en julio de 1969, que presenta la sustancia como parte de la capa exterior del personaje Ultron. En las historias donde aparece, la cualidad que la define es que es prácticamente indestructible.

## Etimología
El término es un neologismo pseudolatino (en latín real es adamans, adamantem [acusativo]) basado en el sustantivo inglés y adjetivo adamant (y el adjetivo derivado adamantino) con el sufijo neolatino -ium. El adjetivo se ha usado durante mucho tiempo para referirse a la propiedad de la dureza inexpugnable, parecida a un diamante, o para describir una posición muy firme/resuelta (por ejemplo, él se negó firmemente a irse). El sustantivo adamant se ha usado durante mucho tiempo para designar cualquier sustancia dura e inflexiblemente fuerte y, anteriormente, una piedra/roca legendaria o mineral de dureza impenetrable y con muchas otras propiedades, a menudo identificadas con diamantes o magnetita. Adamantine y la forma adamantina literaria se producen en obras como Prometeo encadenado, la Eneida, La Reina Hada, El paraíso perdido, Los viajes de Gulliver, Las aventuras de Tom Sawyer, El Señor de los Anillos y la película Planeta prohibido (como «acero adamantino»), todos los cuales son anteriores al uso de adamantium en los cómics de Marvel.

## Historia y propiedades
Según los cómics, los componentes de la aleación se mantienen en lotes separados, generalmente en bloques de resina, antes del moldeado. El adamantium se prepara fundiendo los bloques entre sí, mezclando los componentes mientras la resina se evapora. La aleación se debe utilizar antes de cumplir los ocho minutos ya que pasado ese tiempo tomara su forma final. El adamantium de Marvel Comics tiene una estructura molecular extremadamente estable que evita que se siga moldeando incluso si la temperatura es lo suficientemente alta como para mantenerlo en forma líquida. En su forma sólida, se describe como un gris oscuro y brillante como el acero de alta calidad o el titanio. Es casi imposible de destruir o fracturar en este estado, y cuando se moldea en un borde afilado, puede penetrar la mayoría de los materiales menores con una fuerza mínima.
Wolverine descubrió un cráneo con adamantium en el laboratorio de Apocalipsis y dice que parecía haber estado allí durante años.

### Como componente clave
El adamantium aparece en varias publicaciones de Marvel Comics y productos con licencia, donde se encuentra en:
- Capa exterior de Ultron[2]
- Esqueleto y garras de Wolverine[9]
- El esqueleto y las garras de Dientes de Sable[10]
- El esqueleto y las garras de Lady Deathstrike[11]
- El segundo escudo del Capitán América, aleado con vibranium y acero[12][13]
- El hueso dañado de las vértebras de Bullseye[14]
- Garras de X-23[15]
- El cuerpo del Ruso, después de su resurrección por el general Kreigkopf.[16]

## Otras versiones

### Adamantium secundario
Los cómics de Marvel introdujeron una variante del adamantium "verdadero", "adamantium secundario", para explicar por qué, en ciertas historias, se demostró que el adamantium estaba dañado por fuerzas convencionales suficientemente poderosas. Su resistencia se describe muy por debajo de la del "verdadero" adamantium.
Las apariciones de adamantium secundario en los cómics de Marvel incluyen la carcasa de la supercomputadora F.A.U.S.T., un traje construido por F.A.U.S.T. y Blastaar para Zancudo, una cúpula protectora retráctil alrededor de Exile Island, y un ejército de Ultron duplicados.

### Ultimate Marvel
En la serie de cómics Ultimate Marvel publicada por Marvel Comics, el adamantium es una sustancia altamente durable y puede proteger la mente de una persona de análisis o ataques telepáticos. También forma parte de las garras y esqueleto de los personajes Ultimate Wolverine y Ultimate Lady Deathstrike. Sin embargo esta versión del adamantium no es indestructible. En Ultimates #5, Hulk destruye una aguja hecha de adamantium. En Ultimate X-Men #11 (diciembre de 2001), una celda es dañada por una bomba. En Ultimate X-Men #12 (enero de 2002), una de las cuatro garras de Dientes de Sable es destruida.

### Warhammer 40,000
Adamantium en el universo de Warhammer 40,000 es un metal que es quizás la sustancia más fuerte conocida por el Imperio y es invulnerable a los ataques de la mayoría de las armas conocidas.
Fue el material utilizado para construir la Puerta de la Eternidad interior del Palacio Imperial, y a menudo se usa junto con plastiacero y ceramita para producir elementos que requieren una resistencia a la tracción increíble, como en la estructura de Terminator Armor o la construcción de Imperial Titans.
También es usado como blindaje en los temibles Dreadnought.
Muchos objetos fabricados en el pasado con adamantium no pueden ser manipulados por los adeptos del Imperio porque sus caparazones de adamantium son tan fuertes que no se pueden desmontar.

## En otros medios
- En X-Men 2 (2003), se muestra que el laboratorio de William Stryker tiene una cámara de infusión de adamantium donde se crearon tanto Wolverine como Lady Deathstrike. Durante la batalla culminante, Wolverine derrota a Deathstrike llenándola de adamantium líquido, que luego se endurece y hace que se hunda en una tina de agua.
- En X-Men Origins: Wolverine (2009), a Logan fue sometido a una intensa tortura a través de un experimento para darle un esqueleto de adamantium, siendo conocido como Wolverine.
- En Logan (2017), el ADN de Logan fue utilizado por algunos científicos y crearon a un clon con poderes similares a los suyos, al que los científicos llamaron "X-23". Varios años después, Logan sacrificó su vida para salvar a su clon, ahora conocido como "Laura", de su otro clon idéntico llamado "X-24". Su cuerpo fue enterrado en Dakota del Norte.
- En Deadpool & Wolverine (2024), ahora parte del Universo cinematográfico de Marvel, Deadpool viajó en el tiempo a Dakota del Norte en un intento de salvar su mundo. El profanó la tumba de Logan, ya que estaba convencido de que Logan no podía estar muerto debido a su factor de curación. Sin embargo, su cuerpo ahora estaba descompuesto hasta su esqueleto de adamantium. Cuando la Autoridad de Variación Temporal vino a arrestar a Deadpool, usó los restos esqueléticos de Wolverine como un arsenal improvisado contra los Minutemen.
- El adamantium aparece en la película del UCM Captain America: Brave New World (2025) después de que se hallara el cadáver del nasciturus Celestial de Tiamut.